# Об'єкт Гербіга — Аро

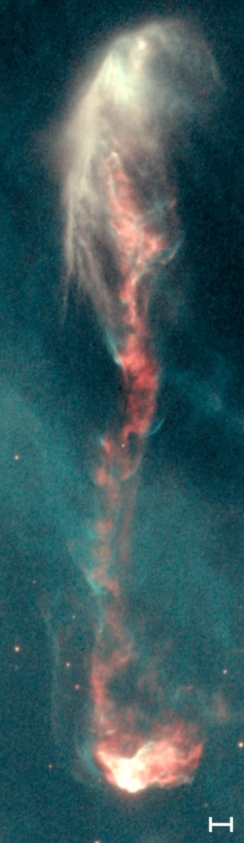
Об'єкт Гербіга — Аро HH 47, фото телескопа Габбла. Відрізок позначає відстань в 1000 астрономічних одиниць (приблизно 20 діаметрів Сонячної системи).

Об'єкти Гербіга — Аро або Хербіга—Аро об'єкти (англ. Herbig–Haro object) — невеликі зони туманностей, які пов'язані з молодими зорями. Вони утворюються, коли газ, викинутий цими зорями, взаємодіє з навколишніми хмарами з газу та пилу на швидкості в декілька сотень кілометрів на секунду. Об'єкти Гербіга — Аро характерні для областей формування зір; інколи вони спостерігаються біля поодиноких зір — витягнутими вздовж їх осі обертання.
Об'єкти Гербіга — Аро — тимчасові утворення, максимальний час існування яких — декілька тисяч років. Вони розвиваються практично «миттєво»: на знімках, які зроблені навіть з невеликими інтервалами, помітно їх високу швидкість руху крізь міжзоряне середовище від материнської зорі. За допомогою телескопа Габбла, можна спостерігати складну еволюцію цих зон за період усього декілька років: у той час як одні частини їх тьмяніють, інші — стають яскравішими, зіштовхуючись із грудкуватою речовиною міжзоряного середовища.
Вперше ці об'єкти спостерігав Шерберн Веслі Бернгем наприкінці XIX століття, а як окремий тип емісійних туманностей вони були виділені Джорджем Гербігом і Гільєрмо Аро у 1940-х роках. Гербіг і Аро, проводячи дослідження процесу зореутворення, вперше проаналізували ці об'єкти й зрозуміли, що такі зони є побічним продуктом процесу утворення зір. 

## Відкриття та історія спостережень
Вперше такий об'єкт спостерігав в кінці XIX століття Ш. Бернгем, коли біля зорі Т Тельця за допомогою 36-дюймового рефрактора в Лікській обсерваторії він помітив невелику туманну хмару. У той час цей об'єкт, пізніше названий туманністю Бернема, був каталогізований лише як емісійна туманність, і не був віднесений до окремого класу астрономічних об'єктів. Але було встановлено, що Т Тельця — дуже молода й змінна зоря, яка не досягла стану гідростатичної рівноваги між гравітаційним стисканням та виділенням енергії в її надрах. Пізніше вона стала прототипом подібних зір.

Схема утворення об'єктів Гербіга — Аро.

Наступні 50 років після відкриття Бернгема було знайдено декілька схожих туманностей, настільки малих, що їх було майже нереально відрізнити від зір. Аро і Гербіг незалежно один від одного провели низку спостережень цих об'єктів протягом 1940-х років. Гербіг, вивчаючи туманність Бернема, встановив, що вона має незвичний спектр, з чіткими лініями Гідрогену, Сульфуру та Оксигену; а Аро виявив, що всі ці об'єкти невидимі в інфрачервоному діапазоні.
Через деякий час Гербіг та Аро зустрілися на астрономічній конференції в Тусоні, штат Аризона. Спочатку Гербіг не дуже переймався вивченими ним об'єктами, зосередивши увагу на сусідніх зорях, але результати спостережень Аро його зацікавили, і він вирішив провести ретельніше дослідження цих зон. Радянський астроном Віктор Амбарцумян запропонував називати їх об'єктами Гербіга — Аро. Також, ґрунтуючись на тому факті, що вони спостерігаються біля молодих зір, вік яких не перевищує декілька сотень тисяч років, він висунув гіпотезу, що вони можуть являти собою ранню стадію утворення зір типу T Тельця.
Дослідження показали, що області Гербіга — Аро високоіонізовані, тому спочатку виникло припущення, що в них можуть міститися гарячі зорі та зорі, які мають низьку світність. Але відсутність інфрачервоного випромінювання означало, що всередині них не може бути зір, оскільки зорі випромінювали б інфрачервоне світло. Пізніше було висловлено ще одне припущення — що в цих зонах можуть бути протозорі, але воно також не підтвердилося. Нарешті, стало зрозуміло, що об'єкти Гербіга — Аро утворюються з речовини, яка викидається довколишніми зорями на ранній стадії їх формування, та зіштовхується на надзвуковій швидкості з речовиною міжзоряного середовища, а ударні хвилі роблять ці хмари видимими.
На початку 1980-х спостереження виявили, що природа цих об'єктів пов'язана з викидами речовини. Це привело до розуміння того, що викинута речовина, яка утворює ці туманності, високою мірою колімована (зведена у вузькі потоки). У перші декілька сотень тисяч років свого існування зорі часто оточені акреційними дисками, які утворені падаючим на зорі газом, а висока швидкість обертання внутрішніх частин диску приводить до викидів частково іонізованої плазми, які спрямовані перпендикулярно до площини диску, — так званим полярним струменевим потоком. Коли такі викиди зіштовхуються з речовиною з міжзоряного середовища, виникають зони яскравого випромінювання, які характерні для об'єктів Гербіга — Аро.

## Фізичні характеристики

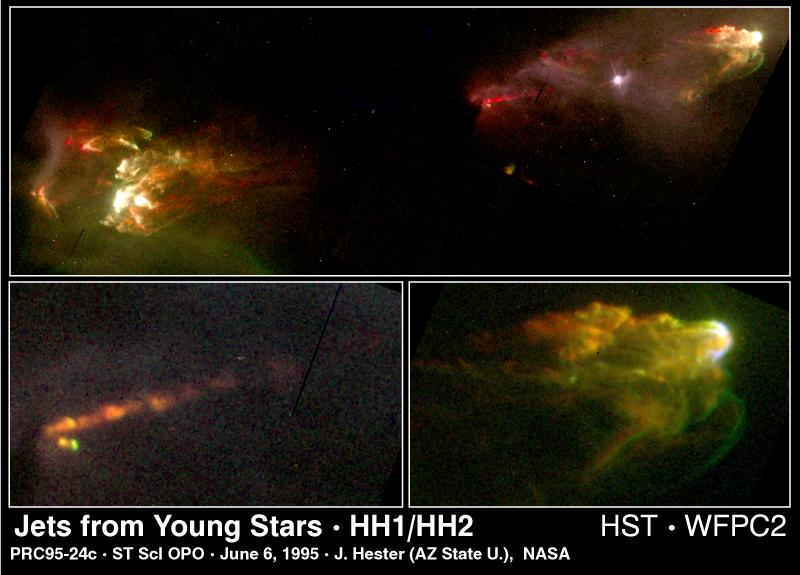
Об'єкти Гербіга — Аро HH 1 і HH 2 розташовані на відстані близько одного світлового року один від одного симетрично відносно молодої зорі, яка випромінює речовину вздовж своєї полярної осі.

Випромінювання об'єктів Гербіга — Аро викликано взаємодією ударних хвиль з міжзоряним середовищем, але їх рух доволі складний. Згідно з доплерівським зміщенням, визначена швидкість поширення речовини туманностей — декілька сотень кілометрів на секунду, але емісійні лінії в їх спектрах занадто слабкі для того, щоб утворюватися при зіткненнях на таких високих швидкостях. Це означає, ймовірно, що речовина міжзоряного середовища, з якою зіштовхується речовина з туманності, теж рухається в напрямку від материнської зірки, хоча й з меншою швидкістю.
Передбачається, що загальна маса речовини, з якої складається типовий об'єкт Гербіга — Аро, — порядку 1-20 земних мас, що дуже мало порівняно з масою зір. Температура речовини в цих об'єктах, — 8000-12000 К, приблизно рівна температурі інших іонізованих туманностей — зон H II та планетарних туманностей. Густина речовини тут вища — від декількох тисяч до десятків тисяч частинок на см³, тоді як для зон H II і планетарних туманностей густина, як правило, менша 1000 частинок/см³. Об'єкти Гербіга — Аро складаються в основному із Гідрогену та Гелію, з їх співвідношенням за масою приблизно 3:1. Важкі елементи становлять менше 1 % маси цих туманностей, зазвичай їх відносний склад приблизно такий, як у сусідніх зір.
У найближчих до зір зонах іонізовано приблизно 20—30 % газу, але ця величина зменшується зі збільшенням відстані. Це означає, що на ранніх етапах речовина перебуває в стані іонізації, а в міру віддалення від зорі процес рекомбінації переважає над процесом іонізації (в результаті зіткнень). Проте ударні хвилі на «передових» межах викиду можуть знову іонізувати деяку кількість речовини, в результаті чого можна спостерігати в цих зонах яскраві куполоподібні форми.

## Кількість і розподіл
На сьогоднішній день[коли?] відкрито більше 400 об'єктів Гербіга — Аро або їх груп. Ці об'єкти характерні для зон H II, в яких відбувається активне формування зір, і навіть часто спостерігаються там великим групами. Зазвичай їх можна бачити біля глобул Бока (темних туманностей, всередині яких приховані дуже молоді зорі), причому, часто об'єкти Гербіга — Аро утворюються саме з них. Нерідко спостерігаються декілька об'єктів Гербіга — Аро біля одного енергетичного джерела — тоді вони розташовані ланцюжком вздовж осі обертання материнської зорі.
Кількість відомих об'єктів Гербіга — Аро стрімко зросла за останні декілька років, але передбачається, що вона все ще занадто мала порівняно з їх загальною кількістю в нашій Галактиці. За приблизними оцінками їх кількість може сягати 150 000, але більшість із них перебуває занадто далеко, щоб спостерігати їх сучасними астрономічними інструментами. Більшість об'єктів Гербіга — Аро лежить у межах 0,5 парсека від материнської зорі, і лише декілька розташовані далі 1 парсека. У деяких випадках можна спостерігати таку туманність, яка віддалена на декілька парсек від зорі, що означає, можливо, що міжзоряне середовище в цьому місці має низьку густину, дозволяючи об'єкту Гербіга — Аро рухатися далі перед тим, як він розсіється.

## Власний рух і мінливість
Дані спектроскопії вказують на те, що об'єкти Гербіга — Аро віддаляються від материнських зірок зі швидкістю від 100 до 1000 км/с. В останні роки по фотографіях з високою роздільною здатністю з телескопа Габбла, які зроблені з інтервалом у декілька років, був відзначено власний рух багатьох об'єктів Гербіга — Аро. Ці дані дозволили також оцінити розміри декількох таких об'єктів по методу паралакса розширення[джерело?].
Віддаляючись від зорі, об'єкти Гербіга — Аро значно видозмінюються, а їх яскравість змінюється за періоди всього в декілька років. Окремі «вузлики» туманності можуть збільшувати або зменшувати свою яскравість, зникати зовсім або з'являтися. Ці зміни обумовлені взаємодією потоків речовини туманності або з міжзоряним середовищем, або між собою (всередині туманності), якщо два такі потоки рухаються з різною швидкістю.
Виверження речовини з материнської зорі являє собою скоріше серію викидів, ніж постійний потік. Викиди, які спрямовані в один бік, можуть мати різну швидкість, тому взаємодії між різними викидами створюють так звані «робочі поверхні», де потоки газів зіштовхуються й утворюють ударні хвилі.

## Материнські зорі

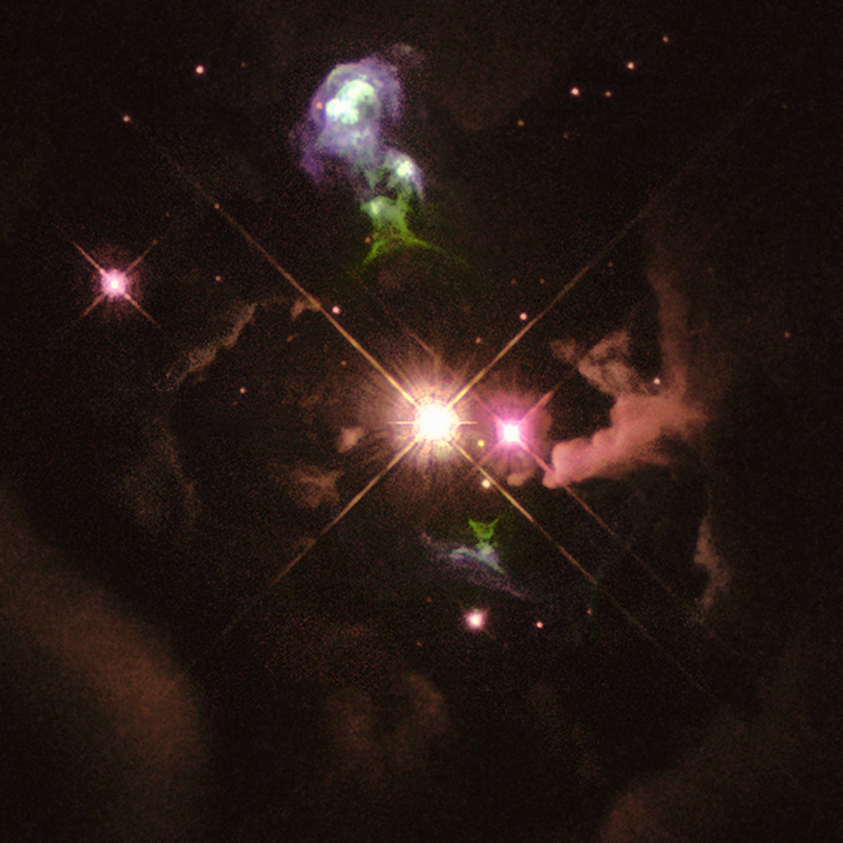
HH 32 — один із найяскравіших об'єктів Гербіга — Аро.

Усі зорі, які відповідальні за утворення об'єктів Гербіга — Аро, мають дуже малий вік, наймолодші з них — все ще протозорі, які тільки утворюються з навколишнього газу. Астрономи поділяють ці зорі на 4 класи: 0, I, II, III — залежно від інтенсивності їх випромінювання в інфрачервоному діапазоні. Чим сильніше інфрачервоне випромінювання, тим більше холодної речовини оточує зорю, тобто, зоря все ще перебуває на стадії формування. Така нумерація класів виникає через те, що об'єкти класу 0 (наймолодші) ще не відкриті, у той час як класи I, II і III уже визначені.
Зорі класу 0 мають вік всього лише декілька тисяч років — вони настільки молоді, що в їх надрах ще не почався ядерний синтез. Вони світяться за рахунок вивільнення гравітаційної потенційної енергії при падінні на них речовини. Термоядерні реакції починаються в надрах зір класу I, але при цьому газ і пил навколишньої туманності все ще продовжують осідати на поверхню зорі. На цій стадії вони зазвичай приховані в густих хмарах туманності, яка поглинає все їх видиме світло, тому такі зорі видимі тільки в інфрачервоному і радіодіапазоні. Акреція газу й пилу майже повністю завершується у зір класу II, але на цій стадії вони ще оточені акреційним диском. Нарешті, у зір класу III диск зникає, залишаючи після себе лише залишковий слід.
Спостереження показують, що майже 80 % зір, які утворюють об'єкти Гербіга — Аро — подвійні або кратні зоряні системи. Цей процент значно вищий, ніж аналогічний показник для зір із низькою масою з головної послідовності. Це може означати, що в подвійних систем є великий шанс сформувати об'єкт Гербіга — Аро, і є докази, що найбільші такі об'єкти утворюються при розпаді кратних систем. Вважається, що більшість зір формують кратні системи, але значна частина з них через гравітаційну взаємодію з близькими зорями та щільними хмарами газу розпадається перед тим, як вони досягають головної послідовності.

## Інфрачервоні «двійники»

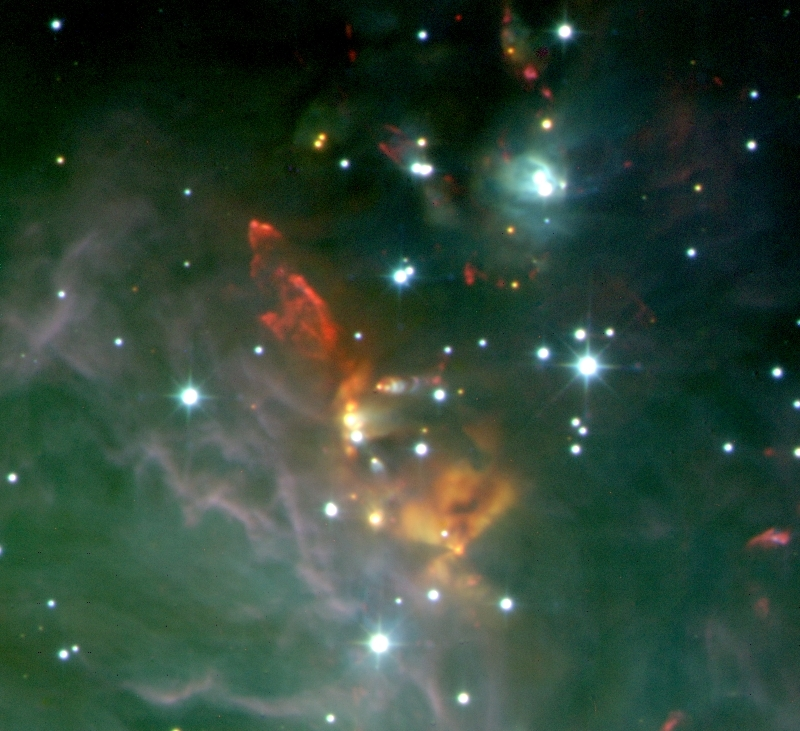
Інфрачервоне зображення головних ударних хвиль від біполярних потоків газу в Оріоні.

Об'єкти Гербіга — Аро, які належать дуже молодим зорям, або дуже масивним протозорям, часто приховані від спостереження у видимому діапазоні хмарами з газу та пилу, з яких ці зорі й утворюються. Ця навколишня темна речовина може послаблювати видиме світло в десятки й сотні разів. Такі приховані об'єкти можна спостерігати лише в інфрачервоному й радіодіапазонах, досліджуючи спектральні компоненти, які відповідають розігрітому молекулярному водню (H2) або гарячому моноксиду вуглецю (CO).
За останні роки ІЧ-фотографії виявили десятки прикладів «інфрачервоних об'єктів Гербіга — Аро». Більшість з них мають форму хвиль, які розходяться від носа (голови) човна, тому такі утворення ще називають молекулярними головними ударними хвилями (англ. bow shocks). Як і об'єкти Гербіга — Аро, ці надзвукові ударні хвилі виникають від колімованих потоків речовини з обох полюсів протозорі. Вони буквально змітають щільний навколишній молекулярний газ за собою, створюючи потік речовини, який називається біполярним потоком газу. Інфрачервоні ударні хвилі мають швидкість декілька сотень кілометрів на секунду і нагрівають газ до сотень або навіть тисяч Кельвінів. Внаслідок того, що ці об'єкти пов'язані з наймолодшими зорями, у яких акреція особливо сильна, інфрачервоні ударні хвилі породжуються більш потужними полярними потоками, ніж їх видимі «колеги».
Фізика інфрачервоних ударних хвиль в основному аналогічна тій, що спостерігається в об'єктах Гербіга — Аро; це й зрозуміло, оскільки ці об'єкти здебільшого подібні. Різниця тут лише в параметрах, які властиві полярним потокам і навколишній речовині: ударні хвилі змушують в одному випадку атоми та іони випромінювати в видимому світлі, а в іншому — уже молекули — в інфрачервоному діапазоні.